# Agatea macrobotrys
Agatea macrobotrys là một loài thực vật có hoa trong họ Hoa tím. Loài này được K.Schum. & Lauterb. mô tả khoa học đầu tiên năm 1900.